# 金子勇 (プログラマー)
金子 勇（かねこ いさむ、1970年〈昭和45年〉7月1日 - 2013年〈平成25年〉7月6日）は、ソフトウェア開発者、情報工学者。専門はオペレーティングシステム、シミュレーション環境。

## 人物

### 生い立ち
栃木県下都賀郡都賀町（現・栃木市）出身。小学生の頃からプログラム技術に興味を持ち、栃木県立栃木高等学校在学中に第一種情報処理技術者試験に合格した。
1989年に茨城大学工学部情報工学科に入学。その後、同大学院工学研究科情報工学専攻修士課程を経て、1999年に同博士課程を修了し、博士（工学）を取得。

### 研究者として
卒業後は博士研究員として日本原子力研究所（現日本原子力研究開発機構）に勤務。地球シミュレータ向けソフトウェアの研究開発に従事する。2000年から2001年にかけて、情報処理推進機構 (IPA) の未踏ソフトウェア創造事業の一つ「双方向型ネットワーク対応仮想空間共同構築システム」に参加。2000年1月、エクス・ツールス株式会社に入社。
この前後、3D物理シミュレーションソフトウェア「Animbody」や、アニメのミサイルの再現を目指した「Nekoflight」などのフリーウェアを発表する。
2001年、Peer to Peer(P2P)技術を利用したファイル共有ソフト「Winny」の開発を開始。本来ネットワークは金子の専門分野でなく、原子力研究所においてコンピュータ・クラスターや分散コンピューティングに関わったことが開発のきっかけとされる。また、ファイル共有ソフトに興味を持ったのはFreenetがきっかけであった。
2002年1月、東京大学大学院情報理工学系研究科数理情報学専攻情報処理工学研究室（数理情報第七研究室）特任助手（戦略ソフトウェア創造人材養成プログラム）に任用される。

### Winny事件、逮捕と無罪判決
2002年5月6日、ピュアP2P型の通信方式を持たせたファイル共有ソフト、Winnyの最初のベータ版を電子掲示板サイト「2ちゃんねる」のダウンロードソフト板で公開した。最初に書き込んだレス番号より「47氏」と呼ばれるようになった。Winnyという名前も、「WinMX」の後継になるとの目標を込めたものであり、「MX」というアルファベットをそれぞれ1つ進めた「NY」に由来していた。
WinMXによる著作権法違反で逮捕者も続出していた中で、匿名性が強化されたWinnyへ移行する利用者が後を絶たず、2003年11月にはWinnyを利用して著作物を送信した人物が逮捕された。
これに影響される形で2004年5月10日、金子は著作権法違反幇助の疑いにより京都府警察に逮捕、5月31日に起訴された。金子自身は直接的な著作権法違反の対象となるアップロードはしておらず、ダウンロード専用の特製Winnyを使用しており、警察は摘発逃れを疑った。裁判所での事件名は「著作権法違反幇助被告事件」。なお、2ちゃんねるがIPアドレスの記録・保存を始めたのは2003年1月7日からであった。
弁護士の壇俊光ら「ウィニー弁護団」が、2ちゃんねる(現5ちゃんねる)やサイトなどのネット上で呼びかけをすることで裁判費用を有志で募り、わずか3週間で1600万円を集めることに成功する。
2006年12月13日、京都地方裁判所（氷室眞裁判長）において罰金150万円（求刑は懲役1年）の有罪判決が言い渡された。金子側は同日、大阪高等裁判所に控訴し、京都地方検察庁の新倉明次席検事も「罰金刑は想定外で、非常に軽い」とコメントし、検察側からも刑が軽すぎるとして控訴がなされた。2009年10月8日に大阪高裁での控訴審（小倉正三裁判長）判決にて逆転無罪判決となり、21日に大阪高等検察庁は判決を不服として最高裁判所に上告。
2011年12月20日 最高裁第三小法廷（岡部喜代子裁判長）は検察側の上告を棄却。無罪が確定した。

### 新たな配信システムの開発
2006年 株式会社ドリームボート（後のSkeed）において、コンテンツ配信システムのSkeedCastの技術に顧問として関わり、2011年7月27日に同社社外取締役に就任する。
2012年10月1日に株式会社Skeed取締役ファウンダー兼CINO（Chief Innovation Officer）に就任するも、11月30日付で取締役を退任し、翌12月1日に東京大学情報基盤センタースーパーコンピューティング研究部門特任講師に就任。ハイパフォーマンスコンピューティングのソフトウェアの研究・開発に従事し、後進の育成にも努めていた。

### 死去
2013年7月6日18時55分頃、急性心筋梗塞のため43歳で死去した。

### 映画化
2022年10月にWinny事件をモデルにした映画『Winny』が制作されると発表され、2023年3月10日に公開された。脚本・監督は松本優作。金子役に東出昌大、金子の弁護士役に三浦貴大が起用された。

## 趣味・嗜好
ドラゴンクエスト
もともとゲームにおける3D表現で有名になった金子であるが、ゲームをするよりも作るほうが好きで、『ドラゴンクエストシリーズ』について「あれって、数値いじったら終わりじゃないですか」、シミュレーションゲームについて「自分で作ったほうが面白くないですか？」と発言している。
テトリス
テトリスについて「あれ、見て作り方が解ったんで、家に帰って1時間くらいで作ったんだけど、友達にやらせてあげたらおかしいって言うんですよねぇ。回転が反対だったんですよ。ははは！」などと発言している。
ベッドのプログラミング
プログラミングが趣味であり、職人気質で熱中していた。プログラミングに熱中するあまり自宅では電動機付きベッドのリクライニングを起こしてはプログラミングをし、2日間で8時間ほどリクライニングを倒して寝るという25時間の周期で生活を繰り返していた。
アニメ
アニメについては『新世紀エヴァンゲリオン』が好きで、2ちゃんねるにおいてもソフトウェア板よりもエヴァ関連の板のほうに熱心に投稿していたという。

## 評価

### 賛同
2ちゃんねる創設者の西村博之は「Windowsの上で動くウイルスで困っている人はいっぱいいるが、それはMicrosoftの責任ではない」「セキュリティホールは『みんなで埋めようね』となって、ちょっとずつ良くなっていった。だからWinnyにウイルスがあるなら『じゃあそれは通らないようにしよう』とみんなで直せばよかっただけの話だ。Spotifyや韓国の動画サービスも元々P2Pの技術を使っていた。大きいデータを扱うようなプラットフォームサービスはP2Pを使うのは当たり前だった。でも日本は『使ったらヤバいらしいぞ』となって、開発をやらない構造になってしまった」、経済学者の高橋洋一は、日本から世界的なIT企業が生まれないのはなぜかという質問に対し、「例えばホリエモン（堀江貴文）とか、Winny（ウィニー）の開発者の故・金子勇さんとか、けっこういるんだけれど、どうもみんな潰されるような印象がある。ああいう芽を育てていれば日本もずいぶん変わっていた気がするけどね。」と金子の逮捕が日本のデジタル技術の停滞につながったと批判した。
宮台真司、神保哲生は『マル激トーク・オン・ディマンド 第278回 Winnyは悪くない』で金子と対談し、金子の立場を擁護した。
日本のインターネットを切り拓いた第一人者である村井純は、「金子さんの遺志が健全に羽ばたける世に治すことを硬い約束としたい」と金子の死を悼んだ。

### 批判
生前、深刻な被害につながるツールを公開したことで批判を受けていた。経済産業省産業技術総合研究所の高木浩光は、金子本人が、自らファイル送信を一切行わなかったことを「本人の内心、どういうつもりでやっていたかということの傍証として効いてくる」と批判した。高木はWinnyについて合法目的では使用困難なツールであると主張しており、善用も悪用もできる価値中立な道具ではないとする。また、最高裁で無罪判決が確定した後に金子が出演した生放送の番組の中で「Winnyを適法に使ってくださいと皆さんに訴えかけたけれども、ではどうやったら適法に使えるのですか」と質問したところ、金子からの答えはなかったというエピソードを話した。また、Winnyと同時期に登場したBitTorrentというP2P型ソフトウェアは適法にのみ使うことができる設計になっているとし、Winny固有の問題点を指摘し、他のP2Pソフトとの比較をあえてしないことで、弁護団は都合の悪い事実を隠しているとも主張した。
Winnyには一度アップロードされたファイルの削除が困難である欠点があり、高木は京都府警が金子を著作権法違反幇助で逮捕した理由について、著作権侵害が蔓延するからではなく、プライベートに関わる写真やセンシティブな個人情報が消せなくなるなどの人権侵害が起きていることも踏まえて立件したと主張している。
防衛大学校助教授の中村康弘も金子は著作権違反行為を意図する者の要望に応える形でWinnyの開発を行ったように見えると述べている。その理由としてFreenetのプロトコルにWinMXの転送効率の良さを加味する設計の良し悪しを検討するならば、「2ちゃんねる(現5ちゃんねる)」ではなく、Freenetのプロジェクトで実験を行うのが適切なはずであるからと論じた。
名古屋工業大学『技術倫理研究』の論考では、情報処理学会の倫理綱領から「1.3 他者の知的財産権と知的成果を尊重する」「2.3 情報処理技術がもたらす社会やユーザへの影響とリスクについて配慮する」の2点を引用して、技術者倫理の観点から金子の問題点を指摘した。

## 論文・学会報告
- 金子勇『プロトタイプベースオブジェクトファイルシステムの開発とそのシミュレーションシステムへの応用』 茨城大学〈博士（工学） 甲第86号〉、1999年。doi:10.11501/3153869。NAID 500000174747。
- 畠山正行, 金子勇「データベースを基礎にした擬似オブジェクトベース機構の実現とシミュレーション」『全国大会講演論文集』第46巻第4号、情報処理学会、1993年3月、137-138頁、CRID 1050574047114852480。
- 畠山正行, 金子勇「オブジェクトベース機構 : オブジェクト指向一貫モデリング過程論に基づくシミュレーションの実現」『情報処理学会第17回プログラミング研究会研究報告』第94巻第49号、情報処理学会、1994年、33-44頁、CRID 1573387452007757568。
- 金子勇, 畠山正行「オブジェクトベースモデルに基づくシミュレーション駆動機構」『第1回情報処理学会プログラミング研究会報告』第95巻第21号、情報処理学会、1995年、1-8頁、CRID 1570572702240389888。
- 金子勇「オプジェクトベースモデルに基づくシミュレーション駆動機構の構築」『第 回情報処理学会プログラミング研究会報告』第95巻第21号、1995年、1-8頁、CRID 1573668924607597696。
- 畠山正行, 金子勇「オブジェクト指向に基づく数値風胴シミュレーション : 高精度なモデリングと柔らかな計算システムの実現例(<小特集>ソフトコンピューティング)」『シミュレーション』第16巻第3号、小宮山印刷工業、1997年9月、181-188頁、CRID 1520009409400005120、ISSN 02859947。
- 畠山正行, 金子勇「オブジェクトシミュレーションシステムへのUNIXシステムの再構成」『情報処理学会論文誌』第39巻第7号、情報処理学会、1998年7月、2060-2073頁、CRID 1050001337886468864、ISSN 1882-7764。
- 金子勇, 畠山正行「プロトタイプベースオブジェクトファイルシステム」『情報処理学会論文誌』第39巻第9号、情報処理学会、1998年9月、2671-2683頁、CRID 1050564287820515712、hdl:10109/1842。
- 金子勇, 畠山正行「オブジェクト指向シミュレーションの実現とその実行環境」『シミュレーション』第17巻第4号、小宮山印刷工業、1998年12月、295-309頁、CRID 1520572357070957056、ISSN 02859947。
- 今村俊幸, 村松一弘, 北端秀行, 金子勇, 山岸信寛, 長谷川幸弘, 武宮博, 平山俊雄「ワールドワイドメタコンピューティングの試みについて」『情報処理学会研究報告. ARC,計算機アーキテクチャ研究会報告』第142巻、情報処理学会、2001年3月、49-54頁、CRID 1571135651992964224、ISSN 09196072。
- 金子勇, 濱野智史「「Winnyの技術」をもとに当時の到達点を明らかにする」『智場』第106号、国際大学グローバルコミュニケーションセンター、2006年3月、42-53頁、CRID 1520009409847139328、ISSN 18805485。